# Neonegeta zelia
Neonegeta zelia är en fjärilsart som beskrevs av Druce 1887. Neonegeta zelia ingår i släktet Neonegeta och familjen trågspinnare. Inga underarter finns listade i Catalogue of Life.